# Rud kirke, Norge
Rud kirke ligger i Modum sokn i Modums kommun i Buskerud fylke i Norge. Kyrkan ligger invid Riksvei 35 omkring fem kilometer norr om Vikersund. Omgivande kyrkogård sträcker sig mestadels ut åt norr. Norr om kyrkan finns ett bårhus som delvis ligger under marken.

## Kyrkobyggnaden
Träkyrkan består av ett rektangulärt långhus med ett nästan kvadratiskt kor i öster. Norr om koret finns en sakristia. Kyrktornet är en takryttare som vilar ovanför långhusets västra kortsida.
Kyrkan uppfördes 1917 efter ritningar av arkitekt Hans Horn och invigdes 27 september samma år. 1969 eldhärjades kyrkan då merparten av dess inventarier gick åt. Efter branden utvidgades kyrkan österut med en dopsakristia.

## Inventarier
- Altartavlan är en kopia av kyrkans första altartavla som förstördes i branden 1969.
- Den åttakantiga dopfunten klarade branden 1969 och målades om i andra färger.
- Två kyrkklockor är gjutna 1917 och 1923 av O. Olsen & Søn.